# 徳由美子
徳 由美子（とく ゆみこ、本名同じ、1982年12月15日 - ）は、日本の女優、兵庫県姫路市出身。
2020年　JUGEMCOMPANYを設立。
2023年　映画監督デビュー

## 概要
国内外含め、女優、タレント、歌手、ラジオパーソナリティー、各種司会、モデル、空手師範などマルチに活動している。
2023年監督デビュー。作品名:姫路御幸通商店街映画化プロジェクト「僕らはみゆき通り商店街子ども委員会LOVE 僕らがツナグ未来」
制作開始から各社メディアにて注目を浴び、2024年NHKにも報道される。高い評価を得て同年2024年5月アースシネマズ姫路にて上映会を３日間満員御礼にて成功している。

## 出演実績
- サンテレビCM 「株式会社郷遊舎」
- ケンコババコバコTV 「ホテルエルディア」
- かんさいネットten 2016年特別感謝祭放送 「バットを10本折る女性空手家」
- 日テレ 坂上忍の○○な彼女 「一流でもイラッとスペシャル」
- テレビ朝日 「人生どん底どっこいしょ」
- 鹿児島TV アメイジングCM